# جورج جيمس جونيور
جورج جيمس جونيور (بالإنجليزية: George James)‏ هو مدرب رياضي أمريكي، ولد في 20 يناير 1934، وتوفي في 14 سبتمبر 2008 في مونتغومري في الولايات المتحدة.